# JVC-Kenwood
Pour les articles homonymes, voir JVC.
JVC KENWOOD Corporation (株式会社JVCケンウッド, Kabushiki-gaisha JVC Ken’uddo) est une entreprise japonaise d'électronique grand public  qui résulte de la fusion de JVC et Kenwood Corporation, le 1er janvier 2008. Il s'agit d'une holding financière qui détient 100 % des sociétés JVC et Kenwood Corporation. 
En 2011, le nom de cette entreprise est devenu JVCKENWOOD Corporation.

## Sites de production
En novembre 2016, le groupe annonce vouloir mettre fin à la production de l'usine de Janzé, en Bretagne, qui compte 58 salariés. L'usine produit des autoradios GPS et il s'agit du dernier site de production européen de JVC-Kenwood. La fermeture est effective en mars 2017.